# Giải Fénéon
Giải Fénéon (tiếng Pháp: Prix Fénéon) là một giải thưởng văn học và nghệ thuật được thành lập năm 1949. Giải được trao hàng năm cho 2 người trẻ: "một nhà văn trẻ và một họa sĩ trẻ hoặc nhà điêu khắc trẻ dưới 35 tuổi", nhằm giúp họ theo đuổi sự nghiệp văn học hay nghệ thuật.
Giải này do quỹ vốn của bà quả phụ nhà phê bình và sưu tập nghệ thuật Félix Fénéon hiến tặng cho Đại học Paris sau khi bán bộ sưu tập nghệ thuật của ông chồng quá cố.

## Thành phần ban giám khảo[1]
Năm 2012, ban giám khảo giải Fénéon gồm: François Weil (chủ tịch) Edmonde Charles-Roux, Francine de Martinoir, Guy Goffette, Georges Raillard, Claire Paulhan, François Rouan, Gérard Titus-Carmel, Philippe Cognée, Pascal Commère, Raphaël Sorin, Dominique Viart, Paul Fournel, Gilles Quinsat, Justine Augier và Franck Masanell (người đoạt giải Fénéon 2011).

## Những người đoạt giải Văn học
- 1949: Michel Cournot cho tác phẩm Martinique
- 1950: Alfred Kern cho tác phẩm Le jardin perdu & Celou Arasco cho tác phẩm La Cote des malfaisants
- 1951: Claude Roy cho tác phẩm Le poète mineur, Béatrice Beck cho tác phẩm Une mort irrégulière và Micheline Peyrebonne cho tác phẩm Leur sale pitié.
- 1952: Michel Vinaver cho tác phẩm L'Objecteur
- 1953: Mohamed Dib cho tác phẩm La Grande Maison, Francis Jeanson cho tác phẩm Montaigne peint par lui-même & Claude Levy cho tác phẩm Une histoire vraie
- 1954: Jean-Luc Déjean cho tác phẩm Les Voleurs de pauvres, Albert Memmi cho tác phẩm La Statue de sel & Alain Robbe-Grillet cho tác phẩm Les Gommes,
- 1955: Jean David cho tác phẩm Les Passes du silence, Marcel Allemann cho tác phẩm Les Exploits du Grand Zapata, Robert Droguet cho tác phẩm Féminaire & Pierre Oster cho tác phẩm Le Champ de mai
- 1956: Dominique Vazeilles cho tác phẩm La Route vers la mer, François Clément cho tác phẩm Le Fils désobéissant & Georges Conchon cho tác phẩm Les Honneurs de la guerre
- 1957: Michel Butor cho tác phẩm L'Emploi du temps, Michel Breitman cho tác phẩm L'Homme aux mouettes, Jacques Bens cho tác phẩm Chanson vécue & Laurent La Praye cho tác phẩm La Trompette des anges
- 1958: Jean-François Revel cho tác phẩm Pourquoi les philosophes ?, Philippe Sollers cho tác phẩm Le Défi & Jacques Cousseau cho tác phẩm Le Chien gris
- 1959: Armand Gatti cho tác phẩm Le Poisson noir, Jean Forton cho tác phẩm La Cendre aux yeux, Robert Vigneau cho tác phẩm Planches d'anatomie & Jean Fanchette cho tác phẩm Archipels
- 1960: Dominique Daguet cho tác phẩm Soleil et Lune, Suzanne Martin cho tác phẩm Rue des vivants & Yves Velan cho tác phẩm Je
- 1961: Jean Thibaudeau cho tác phẩm Cérémonie royale, Jean Laugier cho tác phẩm Les Bogues & Michel Deguy cho tác phẩm Fragments du cadastre
- 1962: Jacques Serguine cho tác phẩm Les Saints Innocents, Noël Quatrepoint cho tác phẩm Journal d'un être humain & Stephen Jourdain cho tác phẩm Cette vie m'aime
- 1963: Jean Gilbert cho tác phẩm L'Enfant et le harnais, Marcelin Pleynet cho tác phẩm Provisoires amants des nègres & Jean-Pierre Steinbach tức Jean-Philippe Salabreuil cho tác phẩm Poèmes de mon cru
- 1964: Jeanine Segelle cho tác phẩm Le Pivert s'envole & Claude Durand cho tác phẩm L'Autre vie
- 1965: Denis Roche cho tác phẩm Les Idées centésimales de Miss Elanize, Pierre Feuga cho tác phẩm La Galère en bois de rose & Nicolas Genka cho tác phẩm Jeanne la pudeur
- 1966: Claude Fessaguet cho tác phẩm Le Bénéfice du doute & Jean Ricardou cho tác phẩm La Prise de Constantinople
- 1967: Didier Martin cho tác phẩm Le Déclin des jours & Yves Vequaud cho tác phẩm Le Petit Livre avalé
- 1968: Jacques Roubaud cho tác phẩm £
- 1969: Patrick Modiano cho tác phẩm La Place de l'étoile
- 1970: Angelo Rinaldi cho tác phẩm La Loge du gouverneur
- 1971: Jean Ristat cho tác phẩm Du coup d'Etat en littérature
- 1972: Claude Faraggi cho tác phẩm Le Signe de la cité
- 1973: Jean-Marc Roberts cho tác phẩm Samedi, dimanche et fêtes
- 1974: Paol Keineg cho tác phẩm Lieux communs
- 1975: Henri Raczymow cho tác phẩm La Saisie
- 1976: Michel Falempin cho tác phẩm L'Ecrit fait masse
- 1977: Denis Duparc (bút danh Renaud Camus) cho tác phẩm Échange
- 1978: Mathieu Bénézet cho tác phẩm L'Imitation
- 1979: Marc Guyon cho tác phẩm Le Principe de solitude
- 1980: Jean Echenoz cho tác phẩm Le Méridien de Greenwich
- 1981: Jean-Marie Laclavetine cho tác phẩm Les Emmurés
- 1982: Jean-Louis Hue cho tác phẩm Le Chat dans tous ses états
- 1983: Bertrand Visage cho tác phẩm Au pays des nains
- 1984: Gilles Carpentier cho tác phẩm Les Manuscrits de la marmotte
- 1985: Hervé Guibert cho tác phẩm Des aveugles
- 1986: Gilles Quinsat cho tác phẩm L'Eclipse
- 1987: Laurence Guillon cho tác phẩm Le Tsar Hérode
- 1988: Claude Arnaud cho tác phẩm Chamfort & Benoît Conort cho tác phẩm Pour une île à venir
- 1989: Eric Holder cho tác phẩm Duo forte
- 1990: Patrick Cahuzac cho tác phẩm Parole de singe
- 1991: Agnès Minazzoli cho tác phẩm La Première Ombre
- 1992: Thierry Laget cho tác phẩm Iris
- 1993: Eric Chevillard cho tác phẩm La Nébuleuse du crabe
- 1994: Anne Grospiron cho tác phẩm L'Empyrée
- 1995: Eric Laurrent cho tác phẩm Coup de foudre
- 1996: Béatrice Leca cho tác phẩm Technique du marbre
- 1997: Linda Lê cho tác phẩm Les Trois Parques
- 1998: Arnaud Oseredczuk cho tác phẩm 59 préludes à l'évidence
- 2000: Laurent Mauvignier cho tác phẩm Loin d'eux
- 2001: Bessora cho tác phẩm Les Taches d'encre
- 2002: Tanguy Viel cho tác phẩm L'Absolue Perfection du crime
- 2003: Clémence Boulouque cho tác phẩm Mort d'un silence
- 2004: Olga Lossky cho tác phẩm Requiem pour un clou
- 2005: Hafid Aggoune cho tác phẩm Les Avenirs
- 2006: Ivan Farron cho tác phẩm Les Déménagements inopportuns
- 2007: Grégoire Polet cho tác phẩm Leurs Vies éclatantes
- 2008: Jean-Baptiste Del Amo cho tác phẩm Une éducation libertine
- 2010: Pauline Klein cho tác phẩm Alice Kahn
- 2011: Justine Augier cho tác phẩm En règle avec la nuit
- 2012: Guillaume Louet cho việc viết lời tựa và dẫn giải tác phẩm Écrits critiques của Jean José Marchand
- 2013: Thomas Augais cho tác phẩm thơ Vers Baïkal (mitraille)

## Những người đoạt giải Nghệ thuật
- 1950: Mireille Miailhe
- 1951: Louis Derbré (cho Tượng bán thân Louis Werschürr), Paul Rebeyrolle & Paul Collomb
- 1952: Jack Ottaviano & Marcel Fiorini
- 1953: André Cottavoz, Jean Fusaro & Gérard Lanvin
- 1954: Lucien Fleury, René Laubies & Roger-Edgar Gillet
- 1955: Huguette Arthur Bertrand
- 1957: Françoise Salmon, Pierre Parsus & Gabriel Godard
- 1963: Bernard Le Quellec
- 1964: Jean Parsy
- 1966: Michel Moy
- 1968: Paul-Henri Friquet
- 1972: Henri Reiter
- 1973: Jean-Luc Parant
- 1978: Vincent Rougier
- 1979: Jean-Jacques Dournon
- 1981: Mathias Pérez
- 1983: Marie Morel
- 1987: Paul Pagk
- 1994: Pál Breznay
- 1998: Florent Chopin
- 2002: Xavier Escriba
- 2003: Xavier Drong
- 2007: Thilleli Rahmoun
- 2008: Étienne Fouchet
- 2010: Marion Verboom
- 2011: Franck Masanell
- 2012: Anne-Charlotte Yver
- 2013: Félix Pinquier